# ملعب 4 أيلول
4 أيلول أستاديوم (بالفرنسية: Sivas 4 Eylül Stadium)‏ هو ملعب لكرة القدم يقع في مدينة سيواس بتركيا، بُني في عام 1985، وجدد الملعب في 2006، تبلغ السعة الأجمالية للمتفرجين حوالي 14,998 ألف متفرج، و يعتبر المقر الرئيسي لسيفاسبور لكرة القدم.